# アル・シャマールSC
アル・シャマールSC（英語: Al-Shamal SC, アラビア語: نادي الشمال الرياضي）は、カタールのアッ・シャマール市をホームタウンとするスポーツクラブ。
サッカー部門はカタール・スターズリーグに所属している。サッカー以外にハンドボールなどの部門も有するが、本項ではサッカー部門に関して記述する。

## タイトル

### 国内タイトル
- カタール・セカンドディビジョン（英語版） : 3回
  - 2002, 2014, 2020-21
- シェイク・ジャシムカップ：1回
  - 1996

### 国際タイトル
- なし

## 現所属メンバー
2024年4月5日現在
注：選手の国籍表記はFIFAの定めた代表資格ルールに基づく。
| No. | Pos. |              | 選手名                                                      |
| --- | ---- | ------------ | ----------------------------------------------------------- |
| 1   | GK   | カタール     | アハメド・サベリ                                            |
| 2   | DF   | モロッコ     | ユネス・エル・ハンナッハ                                    |
| 4   | DF   | カタール     | ムハンマド・アル＝ジャブリ                                  |
| 5   | DF   | アルゼンチン | マティアス・ナニ                                            |
| 6   | MF   | イラン       | オミド・エブラヒミ                                          |
| 7   | MF   | カタール     | モフセン・アル＝ヤジディ                                    |
| 8   | MF   | カタール     | ムアファク・アワド                                          |
| 10  | MF   | モロッコ     | ユネス・ベランダ                                            |
| 11  | FW   | カーボベルデ | リカルド・ゴメス                                            |
| 12  | FW   | カタール     | マジド・モハメド                                            |
| 14  | MF   | カタール     | サリミン・アティク                                          |
| 15  | DF   | カタール     | ハリファ・アル＝マルキ (アル・アラビ・ドーハからレンタル中) |
| 17  | MF   | カタール     | ザイド・サード                                              |
| 18  | MF   | カタール     | ハマド・マンスール (アル・ワクラSCからレンタル中)           |
| 19  | MF   | カタール     | ファイサル・アザディ                                        |

| No. | Pos. |              | 選手名                             |
| --- | ---- | ------------ | ---------------------------------- |
| 20  | MF   | カタール     | タラル・ムニール                   |
| 22  | GK   | カタール     | ジャシム・アル＝メシャイリ         |
| 23  | DF   | カタール     | ファハド・アル＝アブドゥルラフマン |
| 24  | DF   | コロンビア   | ジェイソン・ムリージョ             |
| 34  | MF   | カタール     | モハメド・エル・サイード           |
| 44  | MF   | カタール     | マフディー・サーレム               |
| 45  | GK   | カタール     | アブドゥラー・アル＝ラディ         |
| 47  | MF   | イラク       | ファハド・ワード                   |
| 67  | DF   | カタール     | ジャシム・アル＝ハシェミ           |
| 88  | FW   | アルジェリア | モハメド・ラフィク・オマル         |
| 92  | GK   | ギニア       | ババカル・セック                   |

監督
- ポヤ・アスバギ

## 歴代監督
- イブラヒム・アル＝シェイク
- アベル・ベロニコ
- カブラルジーニョ 1988
- アラン・ジョーンズ 1995-1998[3]
- プロコピオ・カルドーソ 1999
- アドナン・ディルジャル 1999
- モハメド・アルファア 1999-2000
- マヘル・シディク 2000
- ヘムダン・ハマド 2000
- アブデルカディル・ブ・ハミド 2000-2001
- ルイジーニョ・レモス 2001-2002
- ウリ・マスロ 2002-2003
- ロバート・ミュリエ 2003
- ヴァルデイル・ヴィエイラ 2003-2004
- ロバート・ミュリエ 2004-2005
- ステファノ・インパグリアッツォ 2005
- ラインハルト・ファビッシュ 2005
- ロバート・ミュリエ 2005-06
- フェルナンド・ドウラード 2006
- アディウソン・フェルナンデス 2006-2008
- セバスチャン・ロシャ 2008
- ステファーヌ・モレロ 2008-2009
- ホセ・パウロ 2009
- ロベルチーニョ 2009
- アラン・ミシェル 2009-2010
- ワジディ・エシド 2010
- ルイシーニョ・レモス 2010-2012
- ホセ・パウロ 2012
- コスティカ・ステファネスク 2012
- シルヴィオ・ディリベルト 2012-2014
- ドラガン・ツヴェトコビッチ 2015)
- アディルソン・フェルナンデス 2015-2016
- イリエ・スタン 2016-2017
- スラヴコ・マティッチ 2017
- シルヴィオ・ディリベルト 2017-2018
- ダルコ・ノヴィッチ 2018-2020
- ヒシャム・ジャドラン 2020-2022
- ヒシャム・ザヒド 2022-2023
- ウィサム・リズク 2023
- ポヤ・アスバギ 2023-

## 歴代所属選手
- フランク・デ・ブール 2005-2006
- ロナルド・デ・ブール 2005-2008
- ナジソン・ロドリゲス・デ・ソウザ 2012
- 趙容衡 2014-2015
- ムムニ・ダガノ 2014-2015
- ジャカ・イフベイシェ 2016-2017
- アレックス・ラファエル・ダ・シウバ・アントニオ 2017
- イスマイル・ディアキテ 2020-2021
- ヤニック・サグボ 2020 2021
- ヤシン・バム 2022-2023
- モスタファ・タレク 2023
- ジェイソン・ムリージョ 2023-
- オミド・エブラヒミ 2023-
- ユネス・ベランダ 2024-